# Miguel Ángel Bustillo
Miguel Ángel Bustillo Lafoz (Saragozza, 9 settembre 1946 – Salou, 3 settembre 2016) è stato un calciatore spagnolo di ruolo attaccante.

## Caratteristiche tecniche
Era un attaccante ma durante l'esperienza al Malaga arretrò il suo raggio d'azione, venendo impiegato anche come centrocampista, su iniziativa dell'allenatore Milorad Pavić.

## Carriera

### Club
Iniziò la carriera nel Real Saragozza. Esordì nella Liga spagnola il 5 marzo 1967 contro il Barcellona. La squadra aragonese era allenata da Ferdinand Daučík. Nella giornata successiva segnò il suo primo gol, contro il Deportivo de La Coruña, in occasione di una vittoria per 5-1.
Giocò anche in Coppa delle Coppe contro gli scozzesi del Rangers. La partita fu decisa dal lancio della monetina, che vide eliminare il Real Saragozza.
Nella stagione successiva raggiunse le 10 marcature in campionato. Esordì anche in Coppa delle Fiere, contro gli olandesi del DOS Utrecht.
La stagione 1968-1969 vide nuovamente Bustillo come fulcro dell'attacco aragonese, con 11 reti in campionato.
Le buone prestazioni al Real Saragozza attirarono l'interesse del Barcellona, che ingaggiò l'attaccante aragonese nel 1969. L'esperienza di Bustillo al Barcellona fu condizionata negativamente da un serio infortunio al ginocchio, patito dopo un duro tackle subito da Pedro de Felipe in un derby contro il Real Madrid, il 14 settembre 1969. L'infortunio successivamente si aggravò con un'infezione. Anche a causa di questo problema fisico, l'attaccante trovò poco spazio in blaugrana, giocando solo 10 partite nella sua esperienza catalana (tra tutte le competizioni). 
Nel 1972 si trasferì al Málaga. Trovò come allenatore il francese Marcel Domingo. Il suo arrivo inizialmente incontrò lo scetticismo della piazza, siccome il recente passato del calciatore era stato poco entusiasmante a causa dei problemi fisici. Invece, Bustillo andò oltre le aspettative, venendo impiegato con continuità nel corso delle cinque stagioni a Málaga.
Nel 1975 fu retrocesso in Segunda ma contribuì al rapido ritorno in massima serie, con 13 reti in campionato, arrivando al terzo posto in classifica. Si ritirò nel 1977.

### Nazionale
Durante la permanenza al Real Saragozza, Bustillo collezionò cinque presenze e due reti con la Nazionale spagnola. Il debutto in Nazionale avvenne il 2 maggio 1968 a Malmö, in un'amichevole contro la Svezia (1-1).

## Palmarès

### Club

#### Competizioni nazionali
- Coppa di Spagna: 1

Barcellona: 1970-1971